# Zelený pás kolem Prahy
Zelený pás kolem Prahy je dlouhodobý strategický záměr pražského magistrátu vytvořit zelený pás, který by vznikl pospojováním současných a nově vytvořených pražských parků a lesů.

## Historie
Myšlenka se objevila se už po roce 1918, ale systematičtější realizace tak dlouhodobého záměru je vzhledem k předpokládaným nákladům obtížná. To konstatoval v roce 1927 i Karel Čapek ve fejetonu Stromy a město. Za obnovitele myšlenky zeleného prstence po roce 1989 je označován bývalý pražský primátor Jan Kasl.
29. dubna 2008 vytvořila Rada hlavního města Prahy k plnění cílů svého programového prohlášení 2006–2010 „Praha – město pro život“ komisi pro koordinaci budování zeleného pásu. Předsedou komise byl jmenován radní pro územní rozvoj Martin Langmajer. Podle tehdejších záměrů by měl vzniknout úpravou některých území na okrajích Prahy a propojením stávajících přírodních území, zejména na úkor zemědělské půdy, posílením rekreační úlohy lesů a jako usměrnění sídelní kaše pás lesů, luk, mokřadů, vodních ploch, parků a golfových hřišť.
Do července 2008 bylo v rámci tohoto záměru nově osázeno kolem 0,42 km² ploch, především na území Šeberova, Kolovrat, Dolních Počernic, Satalic a Kbel. V roce 2008 bylo do územního plánu navrhováno dalších 4,5 km² například na území čtvrtí Běchovice, Třeboradice, Březiněves, Čimice a Suchdol (Praha). Plochy nově přeměněné v zeleň měly mít celkovou rozlohu asi 17,8 km². V lednu 2009 požádala Praha Středočeský kraj o navázání spolupráce, což by mimo jiné rozšířilo možnosti čerpání dotací z fondů Evropské unie.
V roce 2015 opět oživil myšlenku zeleného pásu Prahy tehdejší hejtman Středočeského kraje Miloš Petera. Podle údajů o rozvoji pražské zeleně se sice pražské parky a lesy průběžně obnovují i rozšiřují (nově založené jsou např. lesopark Vinice v roce 2007, lesopark Letňany v roce 2008, les Robotka v roce 2016, les V Panenkách v roce 2017), ale z dlouhodobého hlediska se strategie vytvořit zelený pás kolem Prahy zatím nenaplňuje.

## Popis pásu
Pás má sestávat z následujících částí:
- Troja, trojské peřeje mají být vyhlášeny jako chráněné území, na území Troji je přirozený zelený pás
- Vltava, Čimice, stávající zelený klín Drahaň-Troja je vytvářen údolími Čimického, Drahaňského a Bohnického potoka. Souvislá zeleň by měla kolem Vltavy pokračovat do Středočeského kraje
- Dolní Chabry, Ďáblice, na území mohou vzniknout lesy, sportoviště nebo parky
- Březiněves, Čakovice: západně od Březiněvsi je plánován les, v okolí Čakovic  mohou vzniknout lesy, sportoviště a parky
- Letňany, Kbely, Čakovice: mezi Kbely a Čakovicemi má být nové golfové hřiště a vzniká zde i les - Lesopark Letňany
- Satalice: osa zeleně, lesní klín
- Vítkov, vrchol zeleného klínu od Klánovic
- Hrdlořezy, Kyje: propojení stávající zeleně lesy a loukami s Xaverovským hájem.
- Xaverovský háj, Vinice: propojení klínu od Úval do Hrdlořez, u Vinice vzniká les a park
- Klánovice-Čihadla, přírodní park zahrnující několik chráněných území. Přírodní pás má být rozšířen na sever k Horním Počernicím a na jih ke Škvorci
- Dubeč, Koloděje: existující zelený klín. Severovýchodně od Dubče mají vzniknout sportoviště
- Kolovraty: mají vzniknout lesy a zeleň směrem na Říčany
- Hostivařský lesopark, přírodní park Hostivař-Záběhlice, existující klín podél toku Botiče. Oblasti Trojmezí se týká politický spor o další využití
- Milíčovský les a Šeberov: má dojít k rozšíření zeleně směrem na Hrnčíře a Průhonice
- Kunratický les: na východě má být propojen s Milíčovským lesem. Jižní stranou je napojen na komořanský pás
- Michelský les – Vltava, zelený pás kolem Kunratického potoka
- Komořanská rokle: existující pás navazující na středočeskou zeleň
- Lipence – Zadní Kopanina, již existující pás. Mezi Černošicemi a Kazínem má být lužní les
- Ořech, Holyně, Slivenec, Jinočany, Zbuzany:  zeleň má být výrazně posílena o lesy i louky
- Prokopské a Dalejské údolí, existující klín
- Motolský háj: parky Cibulka, Na Hliníku, Háje a Vidoule, lesy a chráněná území
- Obora Hvězda
- Hostivice, Zličín: propojení pražské a středočeské zeleně; západně od Zličína mohou být les, parky a sportoviště
- Přední Kopanina, rozšíření zeleně na sever do Středočeského kraje
- Přírodní park Šárka-Lysolaje, přirozený zelený klín
- Suchdol, Horoměřice: zamýšlené propojení pražské a středočeské zeleně

## Mapa některých lokalit
Na mapě jsou zachyceny především pražské lesy, přírodní parky, lesoparky, golfová hřiště a další významnější "zelené" lokality.  